# Viadukt Millau
Viadukt Millau (francosko le Viaduc de Millau) je najvišji cestni most na svetu, visok je 343 metrov, dolg pa 2,5 kilometra. Leži na avtocesti med Parizom in Barcelono.
Gradnja se je pričela oktobra 2001, most pa so odprili decembra 2004. Zasebno gradbeno podjetje Eiffage, ki je zgradilo viadukt (za 400 milijonov evrov) brez finančnega sodelovanja države, bo nadaljnjih 75 let pobiralo cestnino na tem odseku. Most je projektiral britanski arhitekt Norman Foster.
Najvišji od sedmih ogromnih nosilnih stebrov je visok 343 metrov in je s tem tudi za 23 metrov višji od Eifflovega stolpa.
Pri gradnji so uporabili več kot 200.000 ton betona, 36.000 ton jekla in 9000 ton asfalta. Vozišče poteka na najvišji višini 270 metrov nad tlemi, kar ni najvišje na svetu - z voziščem na 321 metrih višine je to Royal Gorge Bridge v ameriški zvezni državi Kolorado - je pa zato 343 metrski nosilni steber višji od vseh ostalih na svetu.

## Zgodovina
V 1980-ih je visoka stopnja cestnega prometa v bližini mesta Millau v dolini reke Tarn povzročala zastoje, zlasti poleti zaradi počitniškega prometa na poti iz Pariza v Španijo. Dolgo so razmišljali o metodi obvoza Millaua, ne le za olajšanje pretoka in skrajšanje časa potovanja za promet na dolge razdalje, ampak tudi za izboljšanje kakovosti dostopa do Millaua za lokalna podjetja in prebivalce. Ena od obravnavanih rešitev je bila gradnja cestnega mostu, ki bi povezoval rečno dolino. O prvih načrtih za most je leta 1987 razpravljal CETE, do oktobra 1991 pa je bila sprejeta odločitev o izgradnji visokega objekta reke Tarn s strukturo dolžine približno 2500 metrov. V letih 1993–1994 se je vlada posvetovala s sedmimi arhitekti in osmimi statiki. V letih 1995–1996 je pet povezanih skupin arhitektov in gradbenih inženirjev izdelalo drugo študijo premostitve. Januarja 1995 je vlada izdala izjavo o javnem interesu za zbiranje oblikovalskih pristopov za natečaj.
Julija 1996 se je žirija odločila za zasnovo s kabli z več razponi, kot je predlagal konzorcij SODETEG, ki so ga vodili Michel Virlogeux, Norman Foster in Arcadis. Odločitev o podelitvi pogodbe je bila sprejeta maja 1998; junija 2000 je bil objavljen natečaj za gradbeno pogodbo, ki je bil odprt za štiri konzorcije. Marca 2001 je Eiffage ustanovil hčerinsko družbo Compagnie Eiffage du Viaduc de Millau (CEVM) in bil razglašen za zmagovalca natečaja ter avgusta prejel glavno pogodbo.

## Možne variante
V začetnih študijah so bile preučene štiri možne možnosti:
1. Velika vzhodna (francosko grand Est) (rumena pot) – poteka vzhodno od Millaua in prečka dolini Tarn in Dourbie na dveh zelo visokih in dolgih razponih (razpona 800 in 1000 metrov), katerih gradnja bi bila problematična. Ta možnost bi omogočila dostop do Millaua samo s planote Larzac, z uporabo dolgega in vijugastega spusta z La Cavalerie. Čeprav je bila ta možnost krajša in bolj primerna za promet, ni zadovoljivo služila potrebam Millaua in njegovega območja.
2. Great Western (francosko grand Ouest) (črna pot) – daljša od vzhodne možnosti za 12 kilometrov, po dolini Cernon. Tehnično enostavnejša (zahteva štiri viadukte) je bilo ocenjeno, da ima ta rešitev negativne vplive na okolje, zlasti na slikoviti vasici Peyre in Saint-Georges-de-Luzençon. Bila je dražja od prejšnje možnosti, in je slabo služil regiji.
3. V bližini RN9 (francosko proche de la RN9) (rdeča pot) – bi dobro služila mestu Millau, vendar bi predstavljala tehnične težave in bi močno vplivala na obstoječe ali načrtovane strukture
4. Srednja (francosko médiane), zahodno od Millaua (modra pot) – je bila podprta z lokalnim mnenjem, vendar je predstavljala geološke težave, zlasti pri vprašanju prečkanja doline reke Tarn. Strokovna preiskava je zaključila, da te ovire niso nepremostljive.

Četrta možnost je bila izbrana z ministrskim odlokom 28. junija 1989. Vključevalo je dve možnosti:
1. visoka rešitev, ki predvideva 2500 metrov dolg viadukt več kot 200 metrov nad reko;
2. nizka rešitev, spuščanje v dolino in prečkanje reke po 200 metrov dolgem mostu, nato viadukt 2300 metrov, podaljšan s predorom na strani Larzac.

Po dolgih gradbenih študijah ministrstva za javna dela je bila nizka rešitev opuščena, ker bi sekala podzemne vode, imela negativen vpliv na mesto, dražja in daljša razdaljo vožnje. Izbira 'visoke' rešitve je bila določena z ministrskim odlokom 29. oktobra 1991.
Po izbiri visokega viadukta je pet timov arhitektov in raziskovalcev delalo na tehnični rešitvi. Koncept in zasnovo mostu je zasnoval francoski oblikovalec in konstrukcijski inženir Michel Virlogeux. Sodeloval je z nizozemskim inženirskim podjetjem Arcadis, odgovornim za strukturni inženiring mostu.

## Izbira dokončne trase
»Visoka rešitev« je zahtevala gradnjo 2500 metrov dolgega viadukta. Od leta 1991 do 1993 je oddelek za strukture Sétra, ki ga je vodil Virlogeux, izvedel predhodne študije in preučil izvedljivost ene same strukture, ki se razteza čez dolino. Uprava za ceste je ob upoštevanju tehničnih, arhitekturnih in finančnih vprašanj odprla vprašanje konkurence med statiki in arhitekti, da bi razširili iskanje realističnih zasnov. Do julija 1993 se je za predštudij prijavilo sedemnajst statikov in osemintrideset arhitektov. Uprava za ceste je s pomočjo multidisciplinarne komisije izbrala osem statikov za tehnični elaborat in sedem arhitektov za arhitekturni elaborat.

## Izbira tehnične zasnove
Hkrati je bila ustanovljena šola mednarodnih strokovnjakov, ki predstavljajo širok spekter strokovnega znanja (tehnično, arhitekturno in krajinsko), pod vodstvom Jean-Françoisa Costea, da bi razjasnila izbire, ki jih je bilo treba sprejeti. Februarja 1995, dne na podlagi predlogov arhitektov in statikov ter s podporo strokovne šole je bilo opredeljenih pet generalnih zasnov.
Natečaj so ponovno zagnali: oblikovali so pet kombinacij arhitektov in statikov, ki so bili izbrani iz najboljših kandidatov prve faze; vsak naj bi izvedel poglobljene študije enega od splošnih načrtov. 15. julija 1996 je Bernard Pons, minister za javna dela, objavil odločitev žirije, ki so jo sestavljali izvoljeni umetniki in strokovnjaki, predsedoval pa ji je Christian Leyrit, direktor avtocest. Za najboljšo je bila razglašena rešitev večrazponskega viadukta tipa most s poševnimi zategami, ki so jo predstavili skupina za konstrukcijski inženiring Sogelerg, Europe Etudes Gecti in Serf ter arhitekti Foster + Partners.
Podrobne študije je izvedel uspešen konzorcij, ki ga je do sredine leta 1998 vodila uprava za avtoceste. Po opravljenih preizkusih v vetrovniku je bila spremenjena oblika cestne plošče in podrobno popravljena zasnova stebrov. Ko so bile podrobnosti na koncu končne, je bil celoten dizajn odobren konec leta 1998.

## Stroški in sredstva
Gradnja mostu je stala do 394 milijonov evrov, cestninska postaja 6 kilometrov severno od viadukta pa je stala dodatnih 20 milijonov evrov. Gradbeniki, Eiffage, so financirali gradnjo v zameno za koncesijo za pobiranje cestnin za 75 let, do leta 2080. Če pa bo koncesija prinesla visoke prihodke, lahko francoska vlada prevzame nadzor nad mostom že prej. kot 2044.
Projekt je zahteval približno 127.000 kubičnih metrov betona, 19.000 ton jekla za armirani beton in 5000 ton prednapetega jekla za kable in pokrove. Graditelj trdi, da bo življenjska doba mostu vsaj 120 let.

## Opozicija
Projektu so nasprotovale številne organizacije, med drugimSvetovni sklad za naravo (WWF), France Nature Environnement, nacionalna zveza uporabnikov avtocest in Environmental Action. Nasprotniki so navedli več argumentov:
- Najbolj zahodna trasa bi bila boljša, daljša za 3 kilometre, vendar tretjina stroškov s tremi bolj običajnimi strukturami.
- Cilj viadukta ne bi bil dosežen; zaradi cestnine bi bil viadukt malo uporabljen, projekt pa ne bi rešil težav z zastoji v Millau.
- Projekt nikoli ne bi prinašal koristi; prihodki od cestnine ne bi nikoli amortizirali začetne naložbe, izvajalec pa bi moral biti podprt s subvencijami.
- Tehnične težave so bile prevelike, most pa nevaren in nevzdržen; stebri, ki ležijo na skrilavcih doline Tarn, ne bi ustrezno podpirali strukture.
- Viadukt je predstavljal obvoz, saj je zmanjšal število obiskovalcev skozi Millau in upočasnil njegovo ekonomičnost.

## Gradnja
Dva tedna po položitvi temeljnega kamna 14. decembra 2001 so delavci začeli kopati globoke jaške za pilote. Vsak steber je podprt s štirimi betonskimi stebri. Vsak pilot je globok 15 metrov in ima premer 5 metrov, kar zagotavlja stabilnost stebrov. Na vrh pilotov je bil vlit velik temelj, debel 3–5 metrov, da se okrepi trdnost pilotov. 2000 kubičnih metrov betona, potrebnega za temelje, je bilo vlitih hkrati s piloti.
Marca 2002 so stebri zrastli iz tal. Hitrost gradnje se je nato hitro povečala. Vsake tri dni se je vsak steber povišal za 4 metre. Ta zmogljivost je bila predvsem posledica drsnih opažev. Zahvaljujoč sistemu sidrišč in fiksnih tirnic v osrčju stebrov je bilo mogoče vsakih 20 minut vliti novo plast betona.

### Narivanje
Cestna plošča mostu je bila zgrajena na platojih na obeh koncih viadukta in potisnjena na stebre s tehnikami narivanja. Vsaka polovica sestavljene cestne plošče je bila po dolžini potisnjena od platojev do stebrov, ki so šli čez en pilon do drugega. Med spuščanjem je bil cestni krov podprt tudi z osmimi začasnimi stolpi, ki so bili odstranjeni proti koncu gradnje. Poleg hidravličnih dvigalk na vsakem platoju, ki so potiskale cestne plošče, je bil vsak steber opremljen z mehanizmom na vrhu vsakega pilona, ki je prav tako potiskal ploščo. Ta mehanizem je bil sestavljen iz računalniško vodenega para klinov pod krovom, ki jih upravlja hidravlika. Zgornji in spodnji klin vsakega para sta kazala v nasprotni smeri. Klini so bili hidravlično vodeni in so se večkrat premikali v naslednjem zaporedju:
1. Spodnji klin zdrsne pod zgornji klin, ga dvigne na cestišče zgoraj in nato potisne zgornji klin še višje, da dvigne cestišče
2. Oba klina se skupaj premikata naprej in na kratko napredujeta po cestišču
3. Spodnji klin se umakne izpod zgornjega klina, zniža vozišče in omogoči zgornjemu klinu, da pade stran od vozišča; spodnji klin se nato pomakne nazaj do izhodiščnega položaja. Zdaj je med obema klinoma linearna razdalja, ki je enaka razdalji naprej, na katero se je cestišče pravkar premaknilo.
4. Zgornji klin se premakne nazaj in ga postavi bolj nazaj vzdolž cestišča, poleg sprednje konice spodnjega klina in je pripravljen ponoviti cikel in napredovati po cestišču še za en korak.

Potisk je dvignila cestno ploščad za 600 milimetrov na cikel, ki je bil dolg približno štiri minute.
Kosi pilonov so bili vodoravno zabiti čez novo cestno ploščo. Kosi so bili združeni v en celoten pilon, ki še vedno leži vodoravno. Pilon je bil nato v zapleteni operaciji nagnjen navzgor kot en kos. Na ta način je bil vsak pilon postavljen na vrh ustreznega betonskega stebra. Nato so bili nameščeni oporniki, ki povezujejo pilone in krov, most pa je bil v celoti napet in preizkušena teža. Po tem so lahko začasne stebre odstranili.

## Nekatera dejstva
Gradnja viadukta Millau je podrla več rekordov:
- Najvišja stebra na svetu: stebra P2 in P3, visoka 244,96 metra oziroma 221,05 metra, sta podrla francoski rekord, ki sta ga prej držala viadukta Tulle in Verrières (141 metrov) in svetovni rekord, ki ga je prej držal viadukt Kochertal (Nemčija), ki je najvišji 181 metrov;
- Najvišji mostni stolp na svetu: pilon na vrhu stebra P2 doseže 336,4 metra;
- Najvišja ploščad cestnega mostu v Evropi, 270 metrov nad Tarnom na najvišji točki; je skoraj dvakrat višji od prejšnjih najvišjih mostov za vozila v Evropi, Europabrücke v Avstriji in viadukta Italia v Italiji.

Od odprtja leta 2004 je višino krova Millau preseglo več visečih mostov na Kitajskem, vključno: most na reki Sidu, most čez reko Baling, dvorazponski avtocestni most čez reko Beipan Guanxing in most čez reko Beipan Hukun na hitri cesti. Leta 2012 je mehiški viadukt Baluarte presegel Millau kot najvišji viseči most na svetu. Viseči most Royal Gorge v ameriški zvezni državi Kolorado je prav tako višji, s ploščo mostu približno 291 metrov nad reko Arkansas.